# Hadronyche insularis
Hadronyche insularis is een spinnensoort uit de familie Atracidae. De soort komt voor in de Salomonseilanden.